# Gueragama
Gueragama é um gênero extinto de lagarto iguanídeo que viveu no Cretáceo do Brasil. Pertence a um grupo de iguanídeos chamado Acrodonta, cujos membros vivos incluem camaleões e agamídeos e estão atualmente restritos ao Velho Mundo . Gueragama é o único acrodonte conhecido na América do Sul, o que fornece evidências de que o grupo já se espalhou por grande parte de Gondwana e só ficou restrito ao Velho Mundo depois que o supercontinente se separou. A espécie-tipo, Gueragama sulamericana, foi nomeada em 2015 com base em uma mandíbula inferior isolada da Formação Goio-Erê na Bacia Bauru, que foi depositada em um ambiente desértico. Embora a descrição mostre a idade da formação entre o Turoniano e o Campaniano, estudos posteriores propõem uma idade entre o Aptiano e o Albiano.   Ao contrário dos acrodontes modernos, cujos dentes se implantam nas margens dos maxilares, o Gueragama tem dentes que se implantam ao longo da superfície interna do maxilar inferior, uma característica comum na maioria dos lagartos não acrodontes e característica do segundo maior grupo de iguanídeos, os Pleurodonta . A dentição não acrodonte de Gueragama é evidência de sua posição basal dentro de Acrodonta e é compartilhada com o táxon de parentes acrodontanos do Cretáceo Superior, a família Priscagamidae. Em 2022, considera-se que é improvável que seja acrodontano, sendo mais provável que sejam escincóides ou teídeos.